# Bordetella pertussis
Bordetella pertussis är en bakterie som orsakar klassisk kikhosta medan de närbesläktade arterna B. parapertussis och B. bronchiseptica ger lindrigare symtom.

## Förekomst
Kikhostebakterien förekommer i luftvägarna där de fäster och växer på vävnader. Bakterien  utsöndrar ett gift, exotoxin, vilket påverkar symtomen. Smittsamheten är mycket hög och sprids genom droppsmitta. Oftast är i inkubationstiden en till två veckor, men den kan uppgå till tre veckor.

## Fenotyp
Kikhostebakterien är en aerob kapselförsedd oxidas- och katalaspositiv gramnegativ icke sporbildande liten (1-2 μm) kockoid stavbakterie. Dess sjukdomsorsakande förmåga (virulens, patogenes) är komplex varför hänvisning sker till speciallitteratur, exempelvis Manual of Clinical Microbiology.
Kort kan sammanfattas att bakterien förekommer i fyra faser, I-IV, där fas I är den mest virulenta och fas IV är ej sjukdomsframkallande. Under senare år även beteckning "mode X", "mode I" respektive "mode C" kommit att användas på analogt sätt. Då bakterien från en sjuk patient odlas in vitro på exempelvis agarplatta övergår den successivt från fas I till fas IV, vilket bland annat har haft betydelse vid kartläggning av virulensfaktorer för vaccinforskning under 1910 till 1930-talen.

## Laboratoriediagnostik
Laboratoriediagnostiken bygger på provtagning av luftvägssekret för odling eller PCR för att direkt påvisa bakterien alternativt med blodprov, "serologi", för indirekt immunologisk undersökning där antikroppar mot bakterietoxin påvisas. Finns bakterierna i luftvägssekretet, är PCR den snabbaste och diagnostiskt säkraste metoden medan odling kräver särskild hantering av provet under flera dygn. Nackdelen med dessa metoder är att bakterierna försvinner från luftvägarna efter några veckors sjukdom trots kvarstående hosta. Serologiska undersökning kräver dels att kroppens immunförsvar mot bakterien har kommit igång i den utsträckning att laboratoriemetoderna kan detektera antikroppsförekomsten, vilket tar några veckor och dels är tolkningen av de erhållna resultaten ofta osäker.

## Epidemiologi

### Människa
Människor, särskilt barn som inte tidigare har vaccinerats mot eller har haft kikhosta är känsliga och koloniseras även av små mängder kikhostebakterier och löper upp mot 90 procents risk att insjukna. Vid vaccination med moderna kikhostevaccin kvarstår immuniteten mot symtom 5–10 år och efter genomgången infektion cirka 15 år för att sedan gradvis avta. Vaccinationen har däremot mer begränsad effekt på förekomsten av bakterier i luftvägarna och därför finns risk för mer eller mindre långt bärarskap och smittrisk från framför allt vuxna symtomfria personer.
I Sverige rapporteras att 12 personer, framför allt spädbarn har avlidit i kikhosta mellan åren 1996 och 2014. I länder med sämre socioekonomiska förhållanden och sämre vaccinationstäckning är dödligheten betydligt högre.

### Djur
Det har alltsedan 1910-talet och fram till senare år varit en kontroversiell fråga, om djur som koloniseras med B. pertussis kan insjukna i kikhosta eller ej. Under 1930-talet upptäcktes att bakterierna förlorade sin virulens när de upprepade gånger stacks om på agarmedier, vilket förklarade de varierande resultat som erhölls vid inokulationsförsök men den allmänna osäkerheten kvarstod.
Under sommaren 1985 insjuknade schimpanserna och gorillorna i Kolmårdens djurpark på vad som kliniskt i hög grad liknade kikhosta hos människa och provtagning gjordes på schimpanser men ej på gorillorna av tekniska skäl. Bakterier påvisades vid odling och även serologiska undersökningar var positiva för Bordetella pertussis. Senare undersökningar visar att bland andra babianer är känsliga för infektionen och får sjukdomen. Sedan lång tid tillbaka har många djurparker vaccinerat mot kikhosta.
Laboratorieverifierade uppgifter om kikhosta hos vilda djur är osäkra, men kikhosta anges i bland annat Mamals of Africa som sjukdom hos gorilla. Andra djur än apor kan åtminstone under experimentella förhållanden insjukna i luftvägsinfektion med hosta, men det kräver en stor inokulationsdos bakterier och är osäkert om det sker i det vilda. 

## Antibiotikakänslighet
In vitro är B. pertussis känslig för ett brett spektrum antibiotika som penicilliner, makrolider (erytromycin m. fl.), kinoloner, tetracykliner, kloramfenikol och trimetoprim-sulfa men ej för flertalet perorala cefalosporiner. Till skillnad från flertalet andra bakteriella infektioner är sambandet mellan farmakokinetiken och farmakodynamiken dåligt känd för kikhostebakterien och därför är kunskaperna om kliniska antibiotikaeffekter begränsade. Erfarenhetsmässigt vet man att erytromycin har god effekt att döda bakterierna in vivo, även om resistens kan förekomma.